# Yamaha YZF-R1M
La Yamaha YZF-R1M es una motocicleta super deportiva fabricada por la Yamaha Motor Company R. Esta motocicleta  procede de la YZF-R1000. La motocicleta fue desarrollada con tecnología de la M1, los pilotos de Yamaha de MotoGP utilizan esta motocicleta para los tests privados y de pretemporada. La motocicleta es vendida al público a un precio de 29.499€ (Euros)....

## Historia
Yamaha creó la R1M un poco después de crear la R1 para mejorarla y hacerla a esta moto más competitiva y agresiva. Desarrollada con tecnología de la YZR-M1 de MotoGP da muchos beneficios a los pilotos que utilicen esta moto, utilizando las suspensiones originales Ohlins presurizada de cartucho de gas da mucho más control y menos caídas de calidad o rendimiento en la competición.  

## Descripción técnica
|                          | Yamaha YZF-R1M 2018-2019 | Yamaha YZF-R1M 2020 |
| ------------------------ | --- | --- |
| Suspenciones             | | |
| Motor                    | En línea 4T, DOHC, 4 Válvulas por cilindro                                                                                                 | Tetracilíndrico en línea, 4T, 16 válvulas DOHC, Refrigeración líquida                                                                      |
| Cilindrada               | 998cc | 998cc |
| Frenos                   | | Delantero: Disco doble de 320 mm x 5 mm, ABS Trasero: Disco simple de 220 mm x 5 mm, ABS                                                   |
| Transmisión              | | 6 velocidades; Embrague antirrebote y asistencia para placas húmedas                                                                       |
| Diámetro x Carrera       | 79 x 50,9 mm | 79 x 50,9 mm |
| Distancia entre ejes     | 1405 mm | 1405 mm |
| Capacidad de combustible | 17 L | 17 L |
| Electrónica              | | |
| Sistemas                 | Traction Control System (TCS), Engine Brake System (EBS), Anti Wheelie (AW), Output Control (OC), ABS y Communication Control System (CCS) | Traction Control System (TCS), Engine Brake System (EBS), Anti Wheelie (AW), Output Control (OC), ABS y Communication Control System (CCS) |

### Electrónica
En el equipamiento interno encontramos nuevos y avanzados sistemas tecnológicos como el Control de Salida (LSC), Control de Freno (BC), Sistema ABS y el Sistema de Control de Comunicación (CCU) que en lo cual facilitan el manejo de la YZF-R1M. También cuenta con una avanzada pantalla TFT.